# أنطونيو أباريسي وجيخارو
أنطونيو أباريسي خيخارو (فالنسيا، 29 مارس 1815 – مدريد، 5 نوفمبر 1872) كان سياسيًا وصحفيًا تقليديًا إسبانيًا.

## السيرة الذاتية
فَقَدَ والده في سن مبكرة، فغرقت العائلة في فقر شديد، ومع ذلك تمكّن من بدء دراسته في مدرسة أندريسيانو في مسقط رأسه، رغم أنه لم يُظهر أي تفوق في البداية، حتى أن معلميه شكّوا في قدرته على الاستمرار. لكنه تجاوز تلك الأزمة الدراسية بسرعة، وبدأ دراسة القانون، أولًا في جامعة فالنسيا ثم في جامعة مدريد، حتى حصل على شهادة الليسانس، وبعدها عمل كمحامٍ أولًا في منطقته ثم في العاصمة، حيث نال شهرة كبيرة كخبير قانوني. مع ذلك، كانت ميوله الحقيقية تتجه نحو السياسة في خدمة مبادئ كاثوليكية راسخة، ما دفعه للانضمام إلى الحزب التقليدي فور إنهائه دراسته، وهو الحزب الذي أصبح فيما بعد زعيمًا له.
في عام 1843 أسّس مجلة "الاستعادة" (La Restauración)، وفي عام 1855 أسّس صحيفة "الفكر الفالنسي" (El Pensamiento de Valencia). وفي عام 1858 حصل على أول مقعد له كنائب عن فالنسيا، حيث دافع في البرلمان عن السلطة الزمنية للباباوات، وأثبت نفسه كخطيب بارز. من عام 1862 حتى 1872 أدار صحيفة "التجديد" (La Regeneración)، ومن خلالها، وكذلك من خلال المنابر العامة، هاجم الليبرالية والديمقراطية، وبشكل خاص الكراوسية. في 3 ديسمبر 1860، وبناءً على دعوة من أورتي إي لارا، ألقى خطابًا في الجمعية الأدبية-الكاثوليكية "الوئام" (La Armonía)، كان بمثابة نداء للقتال ضد أعداء إسبانيا الكاثوليكية التقليدية، وقال فيه: "العقل المستنير بالإيمان يُسمى توما الأكويني، أما العقل المعادي للإيمان فيُسمى فريدريكو كراوسه". وفي تلك السنوات أيضًا شارك في الكتابة في صحيفتي "الأمل" (La Esperanza) و"النجمة" (La Estrella).
في عام 1865، انتُخب مرة أخرى نائبًا عن فالنسيا وبامبلونا، وفي العام التالي اختارته الأكاديمية الملكية الإسبانية عضوًا دائمًا (للمقعد "g")، لكنه لم يتسلم المنصب بسبب ثورة سبتمبر 1868، التي اضطرته لعبور الحدود الفرنسية. هاجر إلى باريس، حيث حاول دون جدوى التوفيق بين المطالب بالعرش دون كارلوس ماريا دي بوربون والملكة إيزابيل الثانية. في نفس العام 1866، اختير أيضًا عضوًا في الأكاديمية الملكية للعلوم الأخلاقية والسياسية. عام 1870، حضر مؤتمر الكارليين في مدينة فيفي السويسرية، وفي السنة نفسها استقبله البابا بيوس التاسع في لقاء خاص. وبمبادرته، تأسست الهيئة المركزية لحزب الكارليين في باريس. عند عودته إلى إسبانيا، انتُخب سيناتورًا عن مقاطعة غيبوثكوا، وهناك باغتته الوفاة في 5 نوفمبر 1872 أثناء توجهه إلى المسرح الملكي في عربة أجرة، برفقة صديقه غابينو تيخادو

كان متأثرًا بشدة في فكره بجايمي بالميس ودونوسو كورتيز، وتُعدّ أعماله من أقوى دعائم الفكر التقليدي، كما يظهر أثره في عدد من الشخصيات التي خلفته في صفوف الكارليين مثل إنريكي خيل روبليس، فاثكيز دي مييا، وفيكتور براديرا.

## أعماله
الشعر
- "أنشودة إلى الشمس" (Oda al Sol)
- "أنشودة إلى سيف دون خايمي الفاتح" (Oda a la espada de don Jaime el Conquistador)
- "أنشودة إلى إسبانيا وأفريقيا" (Oda a España y África)

الكتيّبات
- "المسألة الملكية" (La cuestión dinástica)
- "ملك إسبانيا" (El rey de España)
- "الاستعادة" (La restauración)

المسرح
- دراما: "دونيا إينيس دي كاسترو" (Doña Inés de Castro)
- مأساة: "موت دون فادريكي" (La muerte de Don Fadrique)

كتابات أخرى
- "أفكار وقصائد" (Pensamientos y poesías)
- خطب برلمانية (Discursos parlamentarios)
- مرافعات قانونية (Discursos forenses)